# Cantón de Fresnay-sur-Sarthe
El cantón de Fresnay-sur-Sarthe era una división administrativa francesa, que estaba situada en el departamento de Sarthe y la región de Países del Loira.

## Composición
El cantón estaba formado por doce comunas:
- Assé-le-Boisne
- Douillet
- Fresnay-sur-Sarthe
- Moitron-sur-Sarthe
- Montreuil-le-Chétif
- Saint-Aubin-de-Locquenay
- Saint-Georges-le-Gaultier
- Saint-Léonard-des-Bois
- Saint-Ouen-de-Mimbré
- Saint-Paul-le-Gaultier
- Saint-Victeur
- Sougé-le-Ganelon

## Supresión del cantón de Fresnay-sur-Sarthe
En aplicación del Decreto n.º 2014-234 de 24 de febrero de 2014, el cantón de Fresnay-sur-Sarthe fue suprimido el 22 de marzo de 2015 y sus 12 comunas pasaron a formar parte del nuevo cantón de Sillé-le-Guillaume.